# Scheinsignalrakete

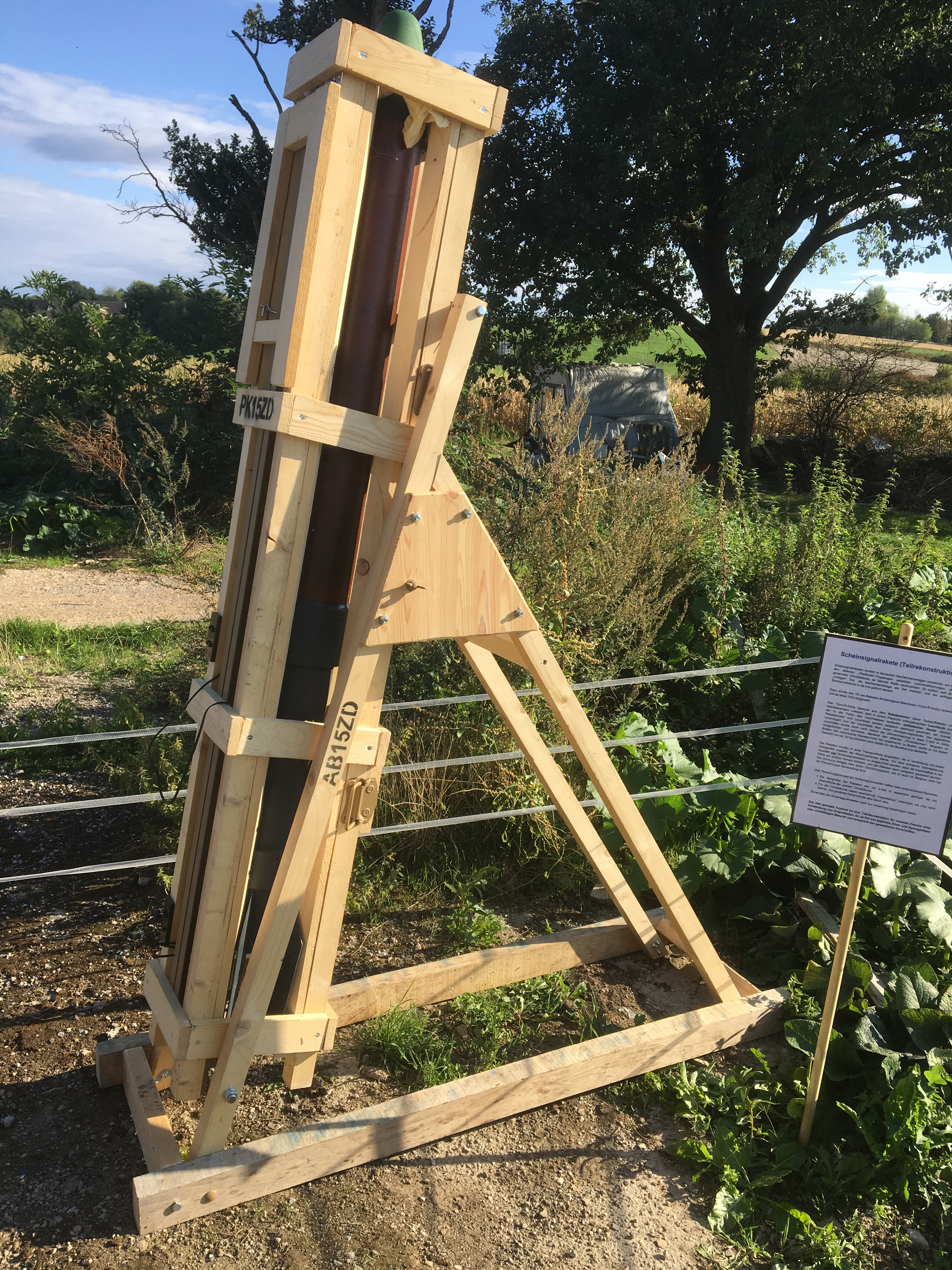
Scheinsignalrakete - 15-cm-Raketen-Scheinsignal-Geschoss (15cm-R-SsGs) zur Simulierung von Zielmarkierungen („Christbäumen“) an falscher Stelle. Etwa 2 m lange Rakete in Transportkiste und Abschussrampe, Rekonstruktion unter Verwendung von Originalteilen einer Scheinsignalrakete.

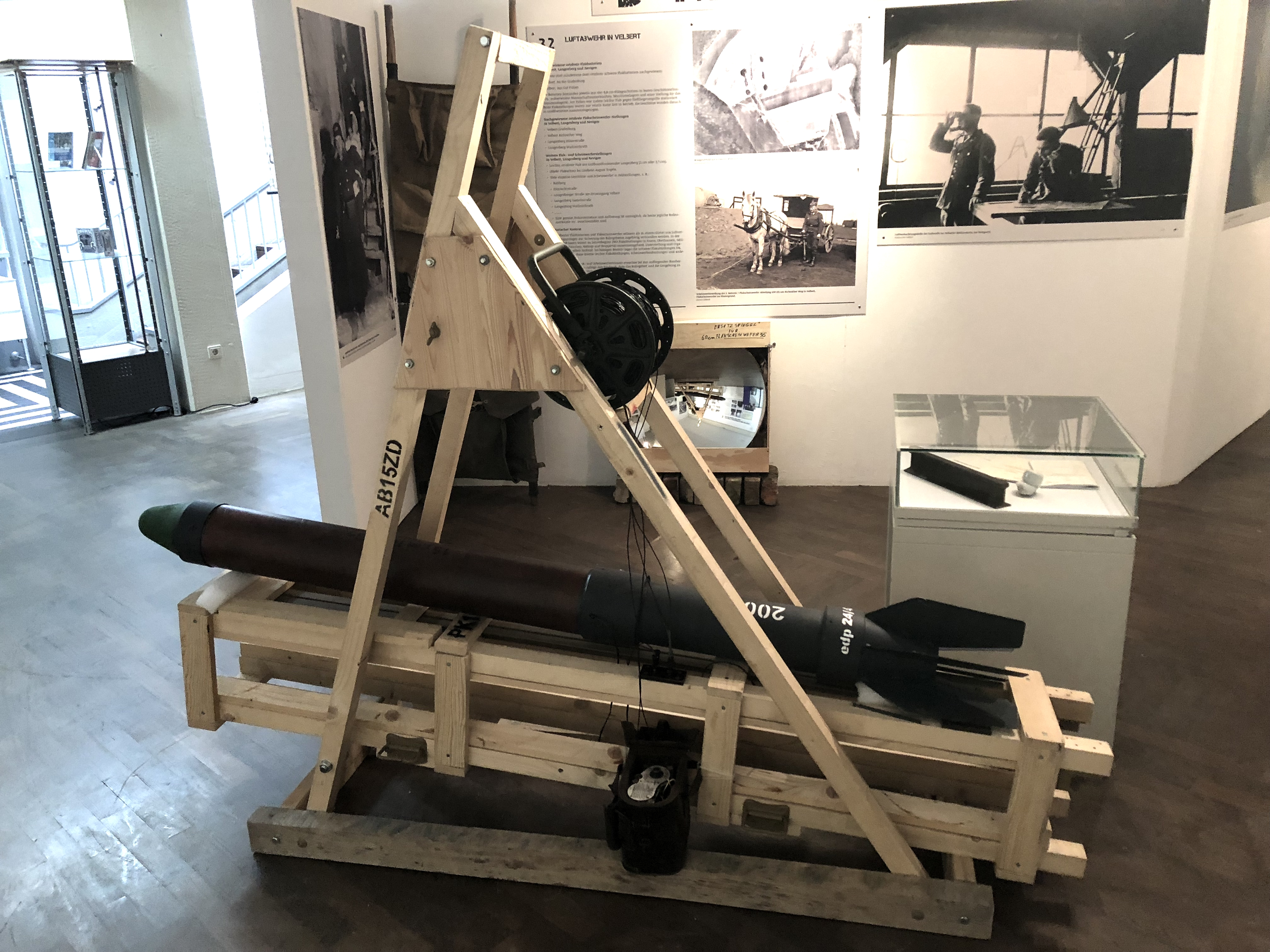
Scheinsignalrakete mit Transport- / Startkiste und Startrampe (Teilrekonstruktion) in der Sonderausstellung "Velbert im Luftkrieg 1939 - 1945" im Deutschen Schloss- und Beschlägemuseum Velbert. Die Rakete ist zur besseren Ansicht aus der Transport- und Startkiste entnommen worden. Im Vordergrund unten ein Glühzündapparat 37 der Luftwaffe, wie er für den Start Verwendung fand.

Scheinsignalraketen wurden im Zweiten Weltkrieg in deutschen Nachtscheinanlagen verwendet, um die von den alliierten „Pfadfinder“-Flugzeugen gesetzten Leuchtmarkierungen („Christbäume“) an falscher Stelle nachzubilden. So sollte, weit ab vom „richtigen“ Ziel, die Nachtscheinanlage als Ziel markiert und die anfliegenden Bomberverbände in die Irre geführt werden.

## Geschichte
Als Scheinsignalrakete (zeitgenössische offizielle Abkürzung SSR) wurde das 15-cm-Raketen-Scheinsignal-Geschoss (15cm-R-SsGs) entwickelt und ab etwa 1942 eingesetzt. Das etwa 2 m lange 15-cm-R-SsGs bestand aus dem Raketenmotor (einer Feststoffrakete) mit stabilisierendem Leitwerk, dem in einem Papprohr untergebrachten Leuchtsatz und der in der Farbe des Leuchtsatzes lackierten ballistischen Haube (Spitze). Raketenmotor und Leuchtsatz wurden zeitgleich elektrisch gezündet, der Antrieb dabei unverzögert und der Leuchtsatz über einen Verzögerungszünder. Der eigentliche Leuchtsatz wurde dann nach Ablauf der Zeitverzögerung in etwa 2000 m Höhe ausgestoßen und schwebte, identisch den alliierten „Christbäumen“, langsam zu Boden. Der verbrauchte Raketenmotor fiel ungebremst zu Boden, wobei er mit einem Gewicht von ca. 20 kg sicherlich eine Gefahr für die Bevölkerung darstellte.
Die Raketen wurden in einer Transportkiste angeliefert, die in Verbindung mit einem Holzgestell zugleich als Abschussrampe diente. Für eine wirksame Zielmarkierung mussten vier Scheinsignalraketen so ausgerichtet werden, dass die Leuchtsätze in der Höhe ein großes Viereck bildeten, und die Raketen dann zeitgleich gezündet werden. Die Zündung erfolgte über einen Glühzündapparat, wie er auch im Bergbau oder bei der Pioniertruppe Verwendung fand, gängige Typen waren die Glühzündapparate 37, 39 und 40. Die Zündung konnte auch über eine andere geeignete Stromquelle erfolgen, zum Beispiel eine Anodenbatterie.
Das Täuschungskonzept der Scheinsignalraketen hatten zwei entscheidende Nachteile: Die Steighöhe der Raketen war mit 2000 m wesentlich geringer als die Abwurfhöhe der „echten“ Christbäume. Für die Christbäume waren wechselnde „Tagesfarben“ vereinbart, die man nicht kannte. Die gewählte Farbe konnte also falsch sein. So werden die Scheinsignalraketen mehr zur Verwirrung beigetragen haben.

## Museale Rezeption
Nur einige wenige Scheinsignalraketen oder Teile davon haben sich in Museen erhalten, sind aber teils nicht öffentlich ausgestellt:
- Museum für historische Wehrtechnik in Röthenbach / Pegnitz
- Kriegsmuseum Overloon, Niederlande
- National Air and Space Museum, USA

Aus der nicht öffentlichen, privat aufbewahrten Historischen Sammlung der  Krupp’schen Nachtscheinanlage wird anlässlich Veranstaltungen und Führungen als Exponat eine Scheinsignalrakete mit Transportkiste und Startgestell sowie dem zugehörigen Glühzündapparat gezeigt. Die Rakete selbst besteht aus einigen Originalteilen verbrauchter Scheinsignalraketen, die mit Teilrekonstruktionen komplettiert wurden, Transportkiste und Startgestell sind vollständige Rekonstruktionen in Anlehnung an Originalvorlagen. Dieses Exponat wurde auch von September 2018 bis Februar 2019 in der Sonderausstellung „Velbert im Luftkrieg 1939–1945“ gezeigt, welche vom  Bergischen Geschichtsverein Abteilung Velbert-Hardenberg e. V. in Kooperation mit den Museen der Stadt Velbert im Deutschen Schloss- und Beschlägemuseum Velbert realisiert wurde. Hier stellte es den historischen Kontext zwischen Scheinanlagen und Velbert als ehemaliger Standort der Krupp’schen Nachtscheinanlage her.